# Stictigramma lobbichleri
Stictigramma lobbichleri là một loài bướm đêm trong họ Noctuidae.